# Adrola Dushi
Adrola Dushi (Rrëshen, 1993) es una modelo albanesa , que fue coronada Miss Universe Albania 2012, el 2 de noviembre de 2012, al final del concurso nacional de belleza que se celebró en Tirana.

## Concurso de belleza

### Miss Universo 2020
Como ganadora del título de Miss Universo Albania, Dushi tuvo la oportunidad de representar a Albania en el concurso internacional Miss Universo 2012, que se llevó a cabo el 19 de diciembre de 2012 en Las Vegas, Estados Unidos.